# Aphodius rufopustulatus
Aphodius rufopustulatus là một loài bọ cánh cứng trong họ Scarabaeidae. Loài này được Wiedeman miêu tả khoa học năm 1823.